# Erriapus (Mond)
Erriapus (auch Saturn XXVIII) ist einer der kleineren äußeren Monde des Planeten Saturn.

## Entdeckung
Die Entdeckung von Erriapus durch ein Team bestehend aus Brett Gladman, John J. Kavelaars, Jean-Marc Petit, Hans Scholl, Matthew J. Holman, Brian G. Marsden, Philip D. Nicholson und Joseph A. Burns auf Aufnahmen vom 23. September bis zum 27. November 2000 wurde am 7. Dezember 2000 bekanntgegeben. Erriapus erhielt zunächst die vorläufige Bezeichnung S/2000 S 10.
Benannt wurde der Mond nach Erriapus, einem Riesen aus der keltischen Mythologie. Bis Dezember 2007 trug der Mond durch einen Irrtum den Namen Erriapo, der Dativform des Namens Erriapus. Per IAU-Entscheidung wurde der Name in Erriapus geändert.

## Bahndaten
Erriapus umkreist Saturn retrograd auf einer exzentrischen Bahn in einem mittleren Abstand von 17.611.000 km in 871 Tagen. Die Bahnexzentrizität beträgt 0,474, wobei die Bahn mit 34,6° gegen die Ekliptik geneigt ist, die in dieser Entfernung vom Saturn die Laplace-Ebene darstellt.
Erriapus gehört zur Gallischen Gruppe der Saturnmonde.

## Aufbau und physikalische Daten
Erriapus besitzt einen Durchmesser von 8 km. Seine Dichte wird mit 2,3 g/m3 abgeschätzt. Er ist vermutlich aus Wassereis mit einem hohen Anteil an silikatischem Gestein zusammengesetzt. Er besitzt wohl eine sehr dunkle Oberfläche mit einer geschätzten Albedo von 0,06, d. h., nur 6 % des eingestrahlten Sonnenlichts werden reflektiert. Mit einer scheinbaren Helligkeit von 23,4m ist er ein äußerst lichtschwaches Objekt. Die Rotationsperiode beträgt etwa 28 Stunden.